# Фауна Антарктика
Фауна Антарктика је углавном представљена микроскопски ситним бескичмењацима (грињама, вашима, ваљкастим црвима, тардиградама, ротаторијама, крилом). На Антарктику живе кичмењаци, чији сродници живе у Јужној Америци, Аустралији, Тасманији, а једним делом живе и на Арктику. То су потомци животиња које су ту живеле пре терцијара, кад је антарктичко копно било много пространије и вероватно спојено с Јужном Америком, Аустралијом и Новим Зеландом.

## Фауна океана и обале
Велики број хомеотермних животиња живи само уз обалу мора, где има довољно хране (рибе, главоношци и ракови).
Стални становници мора или обалне зоне су:
- Птице

поларни галеб (Stercorarius antarcticus),
Аделин пингвин (Pygoscelis adeliae),
царски пингвин (Aptenodytes forsteri)
чигре (Sterna)
галебови (Laridae)
албатроси (Diomedea exulans)
- Сисари (Mammalia)

китови (Cetacea)
фоке, од којих је највећи јужни морски слон (Mirounga leonina)
Ту живи и јужни морски медвед (Artocephalus australis).
Копнених сисара, гмизаваца и водоземаца нема.

## Копнена фауна
Највећи копнени бескичмењак Антарктика је ендемични инсект Belgica antarctica, дужине 12 mm. Неколико врста птица живе као станарице, насељавајући чак и Јужни пол (попут снежне бурнице, Pagodroma nivea)